# سنت فرانسیس (کانزاس)
سنت فرانسیس (به انگلیسی: St. Francis) شهری در ایالت کانزاس کشور ایالات متحده آمریکا است که جمعیت آن در سرشماری سال ۲۰۱۰ میلادی، ۱٬۳۲۹ نفر بوده‌است.